# Germania la Jocurile Olimpice
Sub o formă sau alta, Germania a concurat la majoritatea a Jocurilor Olimpice moderne, prima participare fiind la prima ediție din 1896 de la Atena. Codul CIO este GER.
A fost de trei ori țara-gazdă: la Jocurile Olimpice de vară din 1936 de la Berlin și la cele de iarnă din același an, la Garmisch-Partenkirchen, și la cele de vară din 1972 de la München. În plus, a fost aleasă pentru a găzdui Jocurile Olimpice de vară din 1916 și cele de iarnă din 1940, dar nu au avut loc din cauza respectiv a Primului Război Mondial și a celui de-al Doilea Război Mondial.

## Medalii după Olimpiadă
Marginea roșie înseamnă că Germania a fost țara-gazdă.

### Medalii la Jocurile de vară
| Ediție              | Sportivi                                           | Aur                                                | Argint                                             | Bronz                                              | Total                                              | Loc                                                |
| Atena 1896          | 19                                                 | 6                                                  | 5                                                  | 2                                                  | 13                                                 | 3                                                  |
| Paris 1900          | 78                                                 | 4                                                  | 2                                                  | 2                                                  | 8                                                  | 7                                                  |
| St. Louis 1904      | 18                                                 | 4                                                  | 4                                                  | 5                                                  | 13                                                 | 2                                                  |
| Londra 1908         | 81                                                 | 3                                                  | 5                                                  | 5                                                  | 13                                                 | 5                                                  |
| Stockholm 1912      | 185                                                | 5                                                  | 13                                                 | 7                                                  | 25                                                 | 6                                                  |
| 1920–1924           | nu a participat                                    | nu a participat                                    | nu a participat                                    | nu a participat                                    | nu a participat                                    | nu a participat                                    |
| Amsterdam 1928      | 296                                                | 10                                                 | 7                                                  | 14                                                 | 31                                                 | 2                                                  |
| Los Angeles 1932    | 143                                                | 3                                                  | 12                                                 | 5                                                  | 20                                                 | 9                                                  |
| Berlin 1936         | 433                                                | 33                                                 | 26                                                 | 30                                                 | 89                                                 | 1                                                  |
| Londra 1948         | nu a participat                                    | nu a participat                                    | nu a participat                                    | nu a participat                                    | nu a participat                                    | nu a participat                                    |
| Helsinki 1952       | 205                                                | 0                                                  | 7                                                  | 17                                                 | 24                                                 | 28                                                 |
| 1956–1964           | ca parte a Echipei Unificate a Germaniei           | ca parte a Echipei Unificate a Germaniei           | ca parte a Echipei Unificate a Germaniei           | ca parte a Echipei Unificate a Germaniei           | ca parte a Echipei Unificate a Germaniei           | ca parte a Echipei Unificate a Germaniei           |
| 1968–1988           | ca Germania de Vest (FRG) și Germania de Est (GDR) | ca Germania de Vest (FRG) și Germania de Est (GDR) | ca Germania de Vest (FRG) și Germania de Est (GDR) | ca Germania de Vest (FRG) și Germania de Est (GDR) | ca Germania de Vest (FRG) și Germania de Est (GDR) | ca Germania de Vest (FRG) și Germania de Est (GDR) |
| Barcelona 1992      | 463                                                | 33                                                 | 21                                                 | 28                                                 | 82                                                 | 3                                                  |
| Atlanta 1996        | 465                                                | 20                                                 | 18                                                 | 27                                                 | 65                                                 | 3                                                  |
| Sydney 2000         | 422                                                | 13                                                 | 17                                                 | 26                                                 | 56                                                 | 5                                                  |
| Atena 2004          | 441                                                | 13                                                 | 16                                                 | 20                                                 | 49                                                 | 6                                                  |
| Beijing 2008        | 463                                                | 16                                                 | 10                                                 | 15                                                 | 41                                                 | 5                                                  |
| Londra 2012         | 392                                                | 11                                                 | 19                                                 | 14                                                 | 44                                                 | 6                                                  |
| Rio de Janeiro 2016 |                                                    |                                                    |                                                    |                                                    |                                                    |                                                    |
| Tokyo 2020          |                                                    |                                                    |                                                    |                                                    |                                                    |                                                    |
| Total               | Total                                              | 174                                                | 182                                                | 217                                                | 573                                                | 7                                                  |

### Medalii la Jocurile Olimpice de iarnă
| Ediție                      | Sportivi                                           | Aur                                                | Argint                                             | Bronz                                              | Total                                              | Loc                                                |
| St. Moritz 1928             | 44                                                 | 0                                                  | 0                                                  | 1                                                  | 1                                                  | 8                                                  |
| Lake Placid 1932            | 20                                                 | 0                                                  | 0                                                  | 2                                                  | 2                                                  | 9                                                  |
| Garmisch-Partenkirchen 1936 | 55                                                 | 3                                                  | 3                                                  | 0                                                  | 6                                                  | 2                                                  |
| St. Moritz 1948             | nu a participat                                    | nu a participat                                    | nu a participat                                    | nu a participat                                    | nu a participat                                    | nu a participat                                    |
| Oslo 1952                   | 53                                                 | 3                                                  | 2                                                  | 2                                                  | 7                                                  | 4                                                  |
| 1956–1964                   | ca parte a Echipei Unificate a Germaniei           | ca parte a Echipei Unificate a Germaniei           | ca parte a Echipei Unificate a Germaniei           | ca parte a Echipei Unificate a Germaniei           | ca parte a Echipei Unificate a Germaniei           | ca parte a Echipei Unificate a Germaniei           |
| 1968–1988                   | ca Germania de Vest (FRG) și Germania de Est (GDR) | ca Germania de Vest (FRG) și Germania de Est (GDR) | ca Germania de Vest (FRG) și Germania de Est (GDR) | ca Germania de Vest (FRG) și Germania de Est (GDR) | ca Germania de Vest (FRG) și Germania de Est (GDR) | ca Germania de Vest (FRG) și Germania de Est (GDR) |
| Albertville 1992            | 111                                                | 10                                                 | 10                                                 | 6                                                  | 26                                                 | 1                                                  |
| Lillehammer 1994            | 112                                                | 9                                                  | 7                                                  | 8                                                  | 24                                                 | 3                                                  |
| Nagano 1998                 | 125                                                | 12                                                 | 9                                                  | 8                                                  | 29                                                 | 1                                                  |
| Salt Lake City 2002         | 157                                                | 12                                                 | 16                                                 | 8                                                  | 36                                                 | 2                                                  |
| Torino 2006                 | 162                                                | 11                                                 | 12                                                 | 6                                                  | 29                                                 | 1                                                  |
| Vancouver 2010              | 152                                                | 10                                                 | 13                                                 | 7                                                  | 30                                                 | 2                                                  |
| Soci 2014                   | 153                                                | 8                                                  | 6                                                  | 5                                                  | 19                                                 | 6                                                  |
| Pyeongchang 2018            |                                                    |                                                    |                                                    |                                                    |                                                    |                                                    |
| Total                       | Total                                              | 78                                                 | 78                                                 | 53                                                 | 209                                                | 3                                                  |

## Sportivii cei mai medaliați
| Sportiv             | Sport       | Aur | Argint | Bronz | Total |
| Birgit Fischer      | Caiac canoe | 8   | 4      | 0     | 12    |
| Isabell Werth       | Ciclism     | 5   | 3      | 0     | 8     |
| Hermann Weingärtner | Gimnastică  | 3   | 2      | 1     | 6     |

## Vezi și
- Germania de Est la Jocurile Olimpice
- Germania de Vest la Jocurile Olimpice
- Saar la Jocurile Olimpice
- Echipa Unificată a Germaniei la Jocurile Olimpice